# Романтична дорога

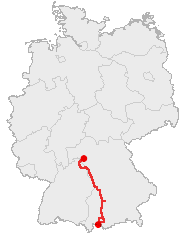

Романтична дорога (нім. Romantische Straße — відомий і популярний маршрут для відпочинку в Німеччині. Він починається від річки Майн і веде зі сходу Франконії в баварську Швабію, по частині території Верхньої Баварії, до кордону Остальгой в Альпах. Дорога має протяжність 366 кілометрів від Вюрцбурга до Фюссена.

## Пам'ятки
Вюрцбурзька резиденція, середньовічні міські пейзажі в містах Ротенбург-на-Таубері і Дінкельсбюль, Фуґґерай в Аугсбурзі, романтичний Ландсберг-на-Леху з історичним старим містом, Паломницька церква у Вісі (Штайнгаден), виконана в стилі рококо і замок Нойшванштайн, збудований під час царювання короля Людвіга II .

## Основні міста Романтичної дороги
- Вюрцбург
- Таубербішофсгайм
- Лауда-Кенігсгофен
- Бад-Мергентгайм
- Вайкерсгайм
- Реттінген
- Креглінген
- Ротенбург-об-дер-Таубер
- Шиллінгсфюрст
- Фойхтванген
- Дінкельсбюль
- Валлерштайн
- Нердлінген
- Гарбург (Баварія)
- Райн (Лех)
- Аугсбург
- Фрідберг
- Ландсберг-на-Леху
- Гоенфурх
- Шонгау
- Пайтінг
- Роттенбух
- Вільдштайг
- Штайнгаден
- Гальблех
- Швангау, Замок Гоеншванґау і Нойшванштайн
- Фюссен

## Маршрут для велосипедистів
Для велосипедистів протягом всього романтичного шляху встановлено вказівники.